# Carmaux
Carmaux je francouzská obec v departementu Tarn v regionu Midi-Pyrénées. V roce 2009 zde žilo 10 210 obyvatel. Je centrem kantonů Carmaux-Nord a Carmaux-Sud.